# Toše Proeski Arena

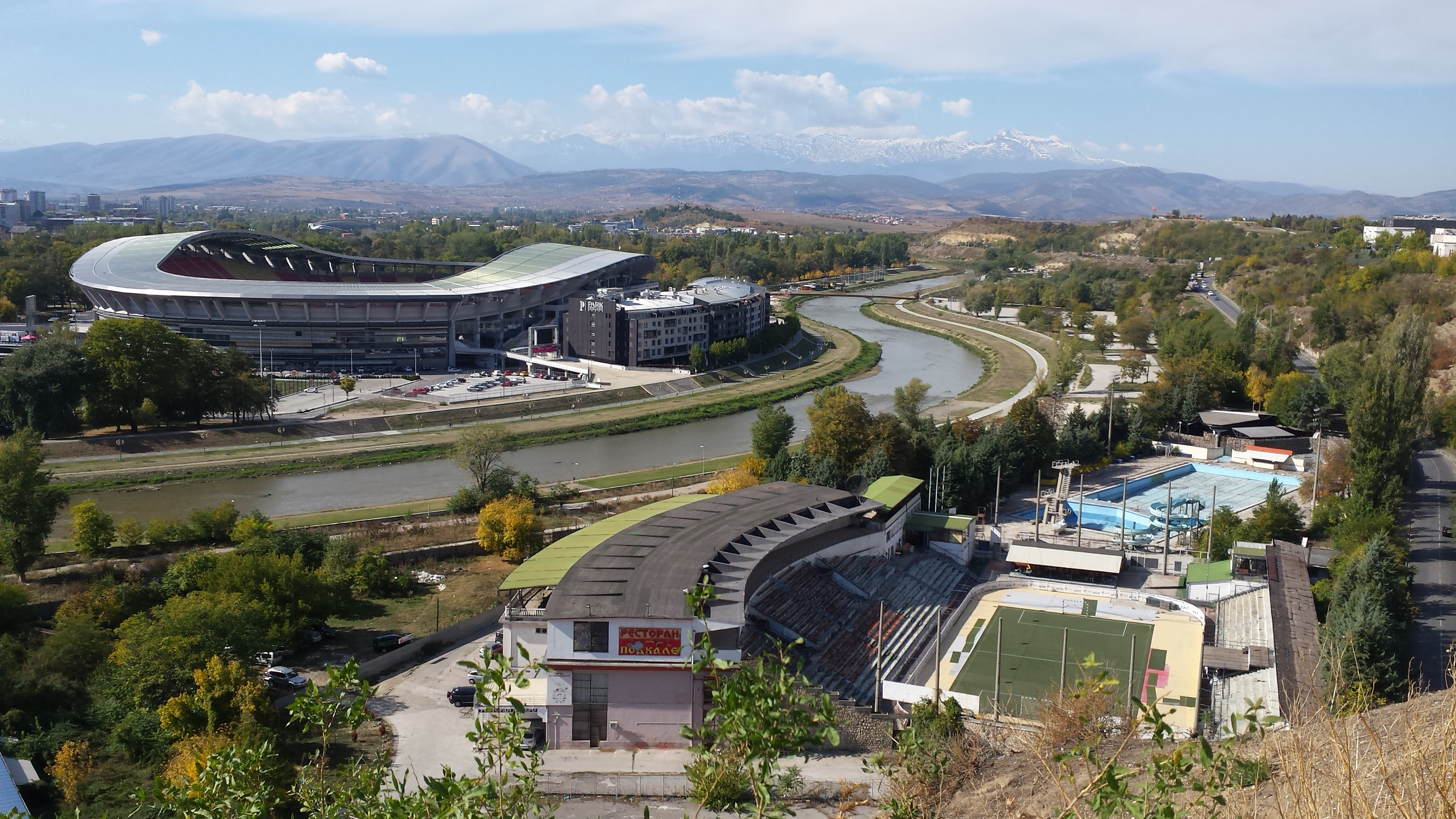

Toše Proeski Arena är en arena i Nordmakedoniens huvudstad Skopje som för det mesta används för fotboll. Stadion invigdes 1947 som Gradskistadion men i samband med en större renovering 2008 bytte man namnet till Arena Filip II. 2019 ändrades namnet till Toše Proeski Arena efter musikern Toše Proeski. Detta är hemmastadion för FK Rabotnički och FK Vardar från Skopje. Det är även det makedonska fotbollslandslagets nationalstadion och används när landslaget spelar EM- eller VM-kvalmatcher.